# Finská Wikipedie
Finská Wikipedie je jazyková verze Wikipedie ve finštině. Byla založena v roce 2002. V červnu 2024 obsahovala přes 574 000 článků a pracovalo pro ni 34 správců. Registrováno bylo přes 578 000 uživatelů, z nichž bylo přes 1 500 aktivních. V počtu článků byla 27. největší Wikipedie.
V roce 2019 bylo zobrazeno okolo 728,4 milionu dotazů. Denní průměr byl 1 995 687 a měsíční 60 702 149 dotazů. Nejvíce dotazů bylo zobrazeno v dubnu (68 021 717), nejméně v červen (51 975 416). Nejvíce dotazů za den přišlo v sobotu 6. dubna (3 689 681), nejméně v 7. června (1 597 534).

## Růst počtu článků
- 500 000 – 28. prosince 2020
- 450 000 – 12. ledna 2019
- 400 000 – 29. srpna 2016
- 350 000 – 9. července 2014

- 300 000 – 26. června 2012
- 250 000 – 24. září 2010
- 200 000 – 12. dubna 2009
- 150 000 – 4. února 2008
- 100 000 – 11. února 2007
- 050 000 – 21. února 2006
- 040 000 – 6. prosince 2005
- 030 000 – 16. srpna 2005
- 020 000 – 27. dubna 2005
- 010 000 – 14. října 2004
- 005 000 – duben 2004
- 001 000 – září 2003